# Lophocalotes ludekingi
Genre
Espèce
Synonymes
- Calotes ludekingi Bleeker, 1860
- Lophocalotes interruptus Günther, 1872

Lophocalotes ludekingi, unique représentant du genre Lophocalotes, est une espèce de sauriens de la famille des Agamidae.

## Répartition
Cette espèce est endémique de Sumatra en Indonésie.

## Étymologie
Cette espèce est nommée en l'honneur de Evardus Winandus Adrianus Ludeking.

## Publications originales
- Bleeker, 1860 : Reptilien van Agam aangeboden door E.W.A. Ludeking. Natuurkundig Tijdschrift voor Nederlandsch Indie, Batavia, vol. 20, p. 325-329 (texte intégral).
- Günther, 1872 : On the reptiles and amphibians of Borneo. Proceedings of the Zoological Society of London, vol. 1872, p. 586-600 (texte intégral).